# Francisco Gutiérrez Arribas
Francisco Gutiérrez Arribas (San Vicente de Arévalo, 1727 – Madrid, 1782) è stato uno scultore spagnolo.

## Biografia
Nei suoi esordi si occupò della realizzazione di opere di tematiche religiose, soprattutto raffiguranti santi venerati dal popolo, ma non si distinse in particolar modo.
Una volta trasferitosi a Madrid all'età di diciassette anni, ebbe l'occasione di perfezionarsi nella bottega di Luis Salvador Carmona.
Gutiérrez Arribas sviluppò uno stile peculiare frequentando a Roma l'Accademia di San Luca, ed esaminando ed approfondendo i classici italiani, dalla cui insigne monumentalità ricavò un linguaggio personale.
Rientrato nella capitale iberica nel 1761, si occupò prevalentemente di lavori profani, quali le statue di Cibele, per la fontana nella piazza omonima, e di numerose figure per la porta di San Vicente e per quella di Alcalá. In questo ultimo lavoro eseguì uno scudo borbonico.
Ottenne la nomina di professore all'Accademia di Belle Arti di San Fernando.
Partecipò all'esecuzione del monumento mortuario di Ferdinando VI, nella chiesa delle Salesiane, con le statue dell’Abbondanza, della Giustizia, del Tempo e di putti piangenti. Le opere, molto armoniche e realizzate con materiale pregiato, si caratterizzarono per una composizione piramidale con movimento a zigzag nella quale sono integrate le figure allegoriche nel pieno rispetto della prospettica barocca romana.
Ottenne l'incarico di scultore di corte, e nel 1765 prese il posto del Carmona alla direzione dell'Accademia.
Anche se non sempre Gutiérrez Arribas evidenziò le stesse doti di sensibilità che caratterizzarono il Carmona, si distinse per una pregevole eleganza di modellato e di panneggio.

## Opere
- Gloria degli Angeli, nella chiesa di Sant'Antonio degli Alemanni a Madrid
- Statua di Cibele per la Fontana di Cibele di Madrid.
- Monumento funerario di Fernando VI , per la chiesa delle Salesiane di Madrid su un disegno di Francesco Sabatini.
- Figure delle Virtù Cardinali, per la Porta di Alcalá.
- Le Quattro Fontane del Paseo del Prado,  (1781). Costruite assieme a Roberto Michel e Alfonso Giraldo Bergaz sotto il progetto di Ventura Rodríguez, a Madrid.
- Sepolcro di san Pedro di Alcántara, a Arenas di San Pedro.
- Pietà, alla Cattedrale di Tarazona.
- Santo Domingo di Guzmán e san Pedro di Alcántara, Cattedrale di El Burgo di Osma.

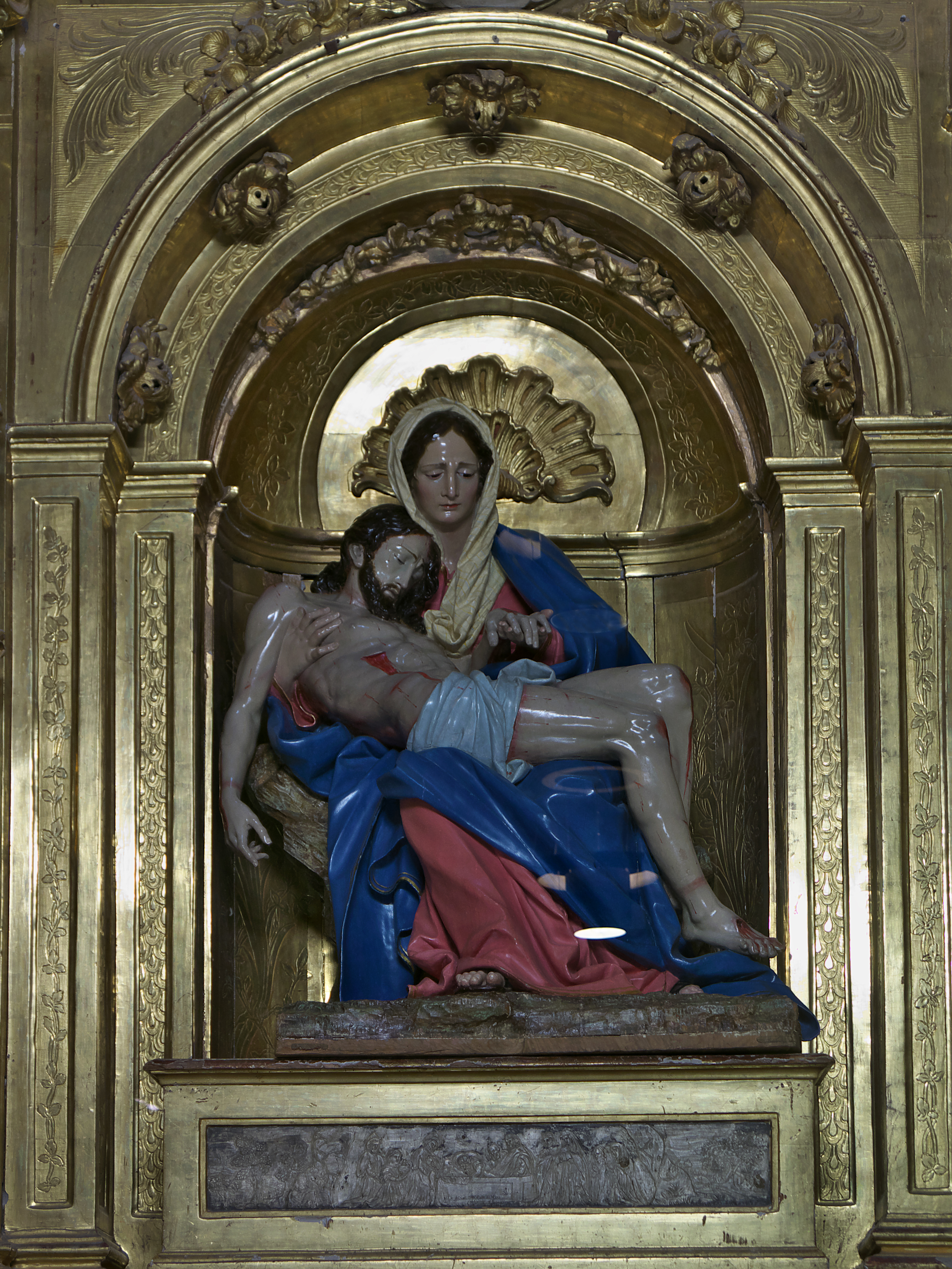
La Pietà, 1775, cattedrale di Tarazona
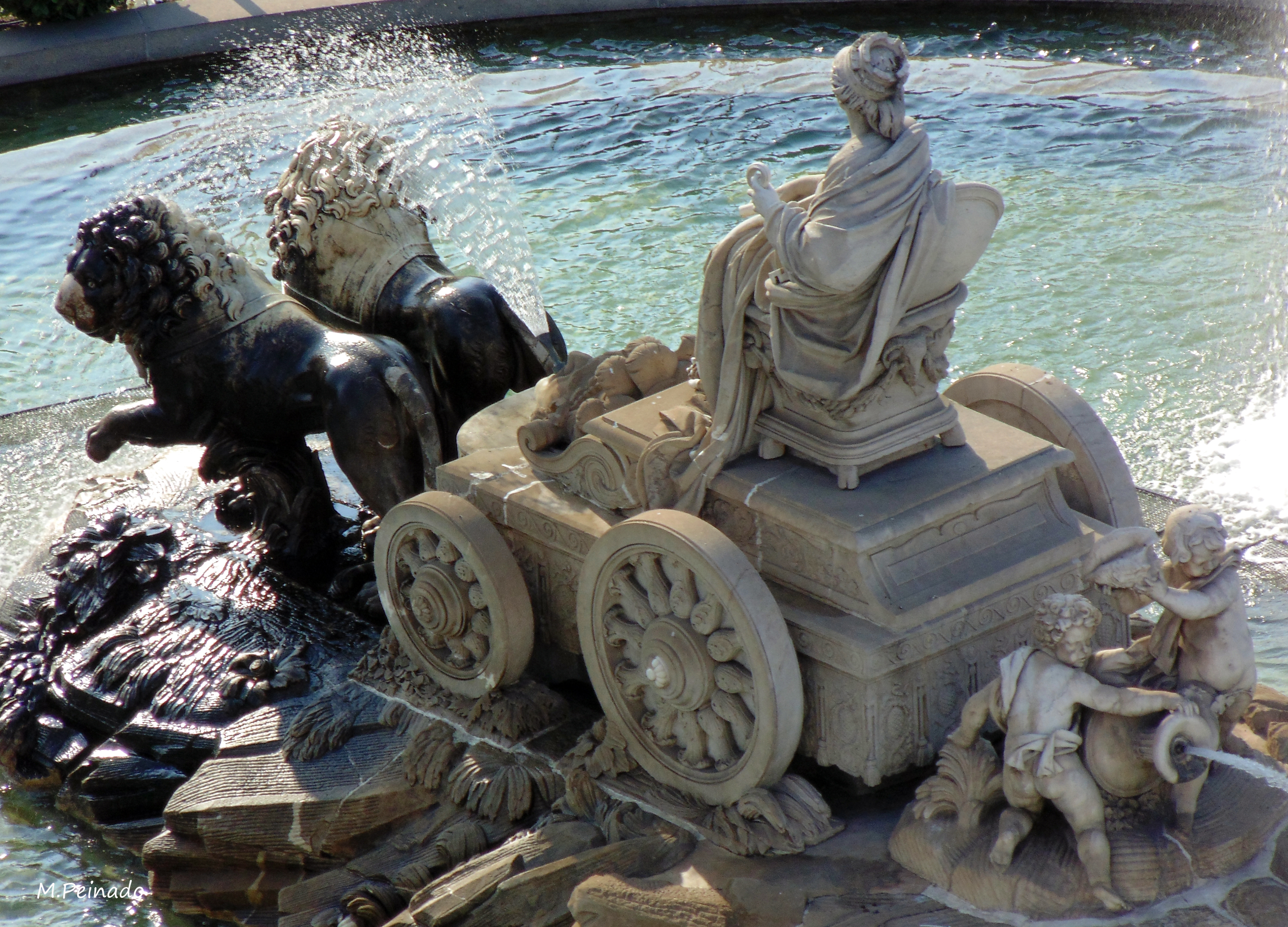
Cibele, Plaza de Cibeles, Madrid
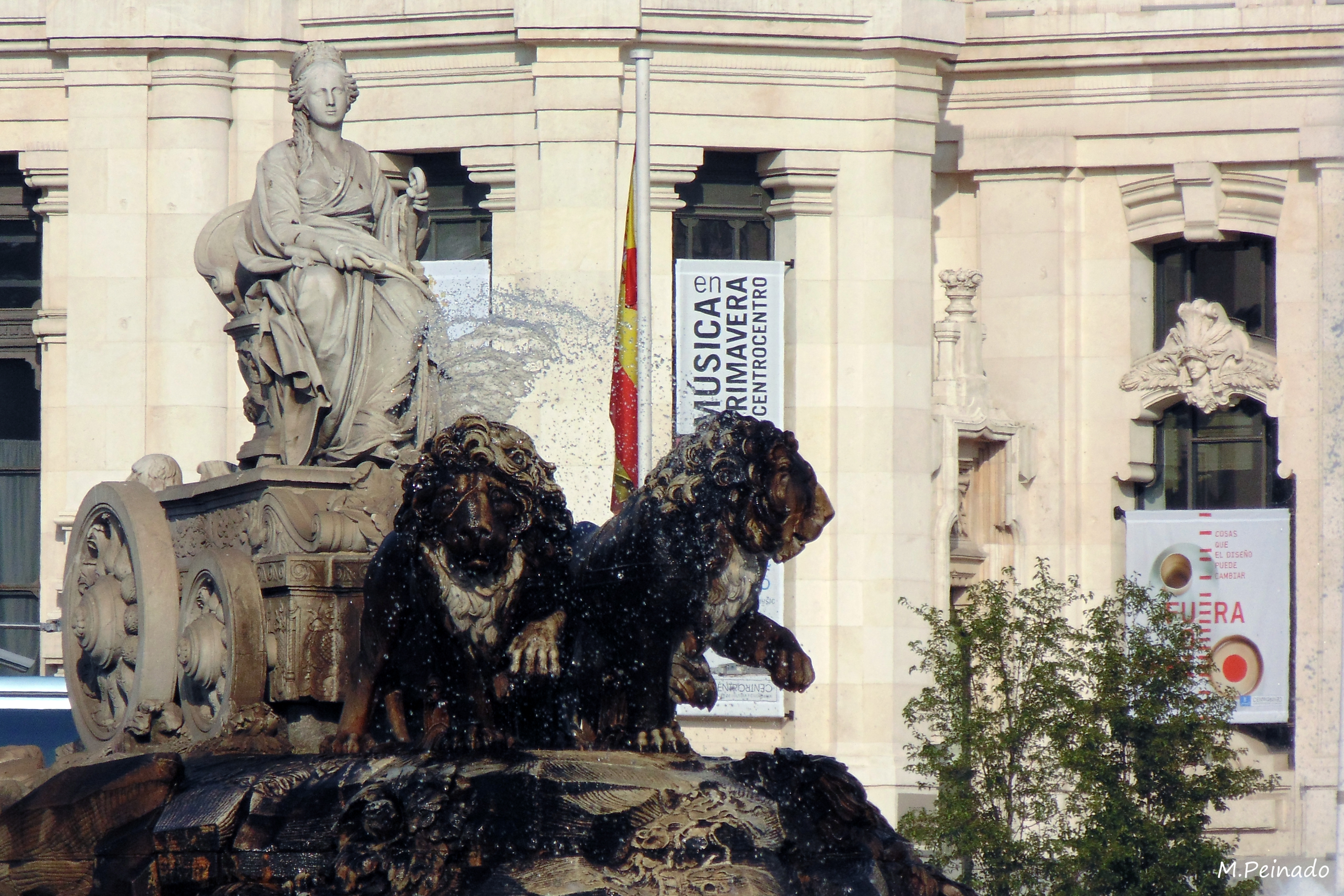
Cibele, Plaza de Cibeles, Madrid